# ثارا براشاد
ثارا ناتالي براشاد (بالإنجليزية: Thara Prashad)‏ (من مواليد 16 يناير 1982 في نيوجيرسي)، تعرف أيضاً باسم ثارا، هي مغنية R & B وعارضة أزياء أمريكية، والدها هو هندي غواياني الأصل ووالدتها هي أيرلندية أفريقية، عرفت بعد عملها مع مغني الراب فابولوس.

## حياتها
تزوجت المغني جاي شون في أغسطس 2009. وقدم ثارا ولادة ابنتهما، Ayva Loveen Kaur Jhooti، في 13 ديسمبر 2013.